# 大叶海天牛
大叶海天牛（学名：Elysia grandifolia）一种分布于红海、印度、斯里兰卡、菲律宾、日本及中国海南岛等地区海域的软体动物，隶属于海天牛科海天牛属。

## 形态特征
大叶海天牛是一种中小型的海天牛。身体呈蛞蝓形，为深绿色，散布黑色和白色斑点。嗅角边缘和侧足边缘具有外黑内白的双色线。